# Goldfinger (novel·la)
Goldfinger és la setena novel·la de James Bond escrita per Ian Fleming i publicada el 1959.

## Argument
Després de dur a terme un treball amb narcotraficants, al seu retorn James Bond es troba a l'aeroport de Miami a un dels homes que estava assegut a la taula de bacarà a Casino Royale. Aquest li demana que l'ajudi en un petit problema, un multimilionari anomenat Auric Goldfinger li està traient molts diners jugant a les cartes llavors Bond es posa a investigar i descobreix que Goldfinger li fa trampes. La seva secretària des de la seva habitació li diu que cartes té el seu adversari. Després de passar el viatge de tornada acompanyat per la secretària de Goldfinger i que aquest l'hagi convidat a una partida de golf. En Londres M demana a 007, que investigui a Goldfinger per ser presumptament contrabandista d'or. James Bond va a la seva cita al club de golf on torna a guanyar Goldfinger malgrat que aquest recorria a fer trampes
Després de seguir-lo per França Bond es topa amb la germana de la secretària de Goldfinger qui tracta de venjar la mort de la seva germana a mans d'aquest, però en el seu intent és atrapada juntament amb Bond. Després d'intentar matar-lo amb una serra de tallar troncs, decideix mantenir a ambdós com a ostatges i portar-los a una luxosa casa a Kentucky, on el malvat planeja dur a terme l'anomenada "Operació Gran Slam", per això li demana a Bond unir-se al seu equip i compartir amb el part del botí a la qual cosa Bond accepta tractant així d'alertar a Londres del que serà el major robatori de la història: assaltar Fort Knox, el dipòsit on es guarda tot l'or de la reserva del tresor dels Estats Units.
James Bond desbarata l'operació gràcies a l'ajuda de Pussy Galore, abans partidària dels plans de Goldfinger.